# Lienardia obtusicostata
Lienardia obtusicostata is een slakkensoort uit de familie van de Clathurellidae. De wetenschappelijke naam van de soort is voor het eerst geldig gepubliceerd in 1882 door E. A. Smith.